# Lothar Geißler
Lothar Geißler (* 10. Dezember 1927 in Piesteritz) ist ein ehemaliger deutscher Politiker (SED). Er war Vorsitzender des Rates des Bezirkes Neubrandenburg. 

## Leben
Geißler, Sohn eines Arbeiters und einer Hausfrau, besuchte die Volksschule und absolvierte zwischen 1942 und 1944 eine Lehre zum Schlosser im Stickstoffwerk Piesteritz. Noch kurz vor Kriegsende wurde er im Februar 1945 zur Wehrmacht eingezogen. Im Mai 1945 geriet er als Matrose in britische Kriegsgefangenschaft. Im Dezember 1945 wurde er entlassen. 
Ab 1946 arbeitete Geißler wieder als Schlosser im Stickstoffwerk Piesteritz. Im selben Jahr trat er der SED bei. 1946/47 war er Betonarbeiter in Thale und von 1947 bis 1950 Angehöriger der Betriebsfeuerwehr im Eisenhüttenwerk Thale. 1950 trat er in die Deutsche Volkspolizei ein. 1950/51 war er Politkulturleiter, Politlehrer und Brandmeister in den Volkspolizei-Kreisämtern Halberstadt, Wernigerode und Magdeburg. Von 1951 bis 1954 arbeitete er als Schlosser und Schmelzer im VEB Eisen- und Hüttenwerke Thale und war dort Erster Sekretär der FDJ-Betriebsorganisation. 1954 nahm er zunächst ein Direktstudium an der Parteihochschule „Karl Marx“ der SED auf, das er 1955 als Fernstudium fortführte. Von 1955 bis 1960 fungierte er als Erster Sekretär der SED-Kreisleitung Bernburg. Von April 1960 bis 1962 war er Erster Stellvertreter des Vorsitzenden des Rates des Bezirkes Halle (Nachfolger von Kurt Roßner). 1962 zunächst amtierender Vorsitzender fungierte Geißler von Juli 1962 bis zum 29. März 1967 als Vorsitzender des Rates des Bezirkes Neubrandenburg. Von April 1964 bis Januar 1965 war er auch Vorsitzender des Bezirkslandwirtschaftsrates Neubrandenburg. 1967/68 studierte er an der Parteihochschule „Karl Marx“. Anschließend arbeitete er in der Abteilung  Kader des Ministerrats der DDR.